# 美羅培南/法硼巴坦
美羅培南/法硼巴坦（INN:meropenem/vaborbactam）以商品名稱Vabomere等於市場上銷售，是一種用於治療複雜性泌尿道感染、複雜性腹腔感染以及醫源性肺炎的複方藥。內含美羅培南（一種Β-内酰胺抗生素）和法硼巴坦（一種β-內酰胺酶抑制劑）。此藥經由靜脈注射（緩慢輸注）給藥。
使用後常見的副作用有頭痛、注射部位發炎、噁心、腹瀉、肝炎和低鉀血症。可能出現的严重副作用有过敏性休克、癲癇發作和艱難擬梭菌感染的相关性腹泻。怀孕期使用對於胎兒的安全性尚不清楚。美罗培南以阻断细菌合成細胞壁，導致其死亡，而發揮作用，而法硼巴坦则會阻断某些β-内酰胺酶对美罗培南進行分解。
美羅培南/法硼巴坦在2017年取得美國的医疗使用核准、2018年取得歐洲的核准及在2024年取得加拿大的核准。此複方藥已列入世界卫生组织基本药物标准清单之中。

## 醫療用途
此藥物用於治療複雜性泌尿道感染、複雜性腹腔感染以及醫源性肺炎。

## 副作用
最常見的不良反應是頭痛、輸注部位不適和腹瀉。嚴重風險有過敏反應和癲癇發作，對於對青黴素（盤尼西林）有嚴重過敏反應的人，也不應使用美羅培南/法硼巴坦。

## 抗菌活性
美羅培南/法硼巴坦對產生A類和C類β-內醯胺酶的腸桿菌目細菌保有抗菌活性，特別是那些產生ESBL、KPC和AmpC決定因子的菌株。美羅培南/法硼巴坦也對產生其他A類絲胺酸碳青黴烯酶（例如SME和NMC-A酶）的腸桿菌目細菌菌株有效。目前產生KPC的腸桿菌目細菌對美羅培南/法硼巴坦產生抗藥性的案例極為罕見，且主要歸因於孔蛋白失活。美羅培南/法硼巴坦對產生賦予頭孢他啶/阿維巴坦（複方藥）抗藥性的KPC突變體（例如KPC-8、KPC-31）菌株也具活性。美羅培南/伐法硼巴坦對綠膿桿菌和鮑氏不動桿菌的活性被發現與單獨使用美羅培南相似（即加入法硼巴坦並沒有額外增強美羅培南的藥效）。事實上，在這些菌種中，美羅培南的抗藥性主要由法硼巴坦無法拮抗的機制介導（例如外膜不通透性、外排系統上調以及產生B類或D類β-內醯胺酶）。尚未有報導指出此藥物對產生MBL的革蘭氏陰性菌和產生OXA-48的腸桿菌目細菌具有抗菌活性。

## 歷史
在一項針對545名患有複雜性泌尿道感染的成年人進行的研究中，使用美羅培南/法硼巴坦治療的，有98%治癒（定義為症狀改善和尿液培養呈陰性），而使用哌拉西林/他唑巴坦治療的患者約有94%治癒。治療結束約七天後，約77%接受Vabomere（即美羅培南/法硼巴坦）治療的成患者已無症狀，且尿液培養呈陰性，而接受派拉西林/他唑巴坦治療的患者約有73%具有相同結果。
美國食品藥物管理局（FDA）於2017年8月批准此複方藥用於治療複雜性泌尿道感染和腎盂腎炎。

## 研究
據報導，一名兒童透過每6小時給予40毫克/公斤的美羅培南/法硼巴坦劑量（每次輸注歷時3小時），成功清除其血液中的細菌感染（菌血症）。在整個治療期間，其血液中的美羅培南濃度，在每個給藥間隔（即每次輸注後的6小時內）中至少有40%的時間，都維持有足夠的最小抑菌濃度。